# Abbazia di San Mauro
L'abbazia di San Mauro è un'abbazia ubicata a Sannicola, nella località di Lido Conchiglie: conserva un ciclo di affreschi risalenti al XIII secolo.

## Storia
Secondo la legenda, il corpo di Mauro, dopo essere stato martirizzato a Roma insieme a Claudio, Ilaria e Giasone nel 284, venne preso dai suoi compagni per essere riportato in Libia, sua terra d'origine: questi tuttavia vennero inseguiti da una nave romana, costretti a sbarcare sulle coste salentine e a rifugiarsi nelle grotte presenti sulle alture del luogo. Furono però raggiunti dai soldati e uccisi: una volta rimessisi in mare, i romani naufragarono al largo delle coste di Gallipoli. Gli abitanti del luogo decisero quindi di costruire una chiesa in onore di san Mauro, proprio nei pressi della grotta dov'era stato compiuto il martirio.
Storicamente invece l'abbazia risale al periodo compreso tra il X e il XII secolo, edificata da monaci basiliani italo-greci: la prima testimonianza scritta sul tempio risale al 1149, citato in una pergamena in lingua greca. Accanto all'abbazia sorse anche un monastero, o meglio una laura. L'intero complesso monastico era alle dipendenza o del monastero di Santa Maria delle Servine a Gallipoli, di cui non rimane alcuna traccia, o di quello di Santa Maria di Nardò. Dopo un primo periodo di prosperità, quando i monaci arrivarono a possedere anche numerosi appezzamenti terrieri nelle zone circostanti, il monastero cadde in rovina, tant'è che durante una visita nel 1547, il vescovo Pelegro Cibo parlava di strutture abbandonate. Nel 1968 l'abbazia è stata dichiarata monumento nazionale.

## Descrizione
L'abbazia di San Mauro sorge su uno sperone roccioso, a picco sul mare, a circa 70 metri d'altezza. La struttura, edificata in conci squadrati in pietra di tufo, ha una pianta rettangolare, con una lunghezza di 10,60 metri per una larghezza di 6,30. La facciata non presenta elementi architettonici di rilievo: al centro è il portale d'ingresso dato da un arco lunato sormontato da una finestra strombata, per terminare a due spioventi; sulla sommità campeggia un campanile a vela. Internamente la chiesa è divisa in tre navate tramite sei pilastri quadrangolari, tre per ogni lato, privi di capitello e da cui partono archi a sesto acuto: la volta della navata centrale è a botte, mentre quella delle due laterali è a semibotte; sul fondo si aprono tre absidi, con altari rivolti verso Oriente. La pavimentazione originaria è andata perduta ed era costituita da un battuto di malta e terracotta.
L'abbazia è decorata con un ciclo di affreschi risalente al XIII secolo: in origine, probabilmente, le pitture ricoprivano interamente le murature, poi andate perdute con il passare del tempo. Secondo gli studiosi, gli affreschi furono realizzati da diverse maestranze, tutte provenienti dalla Grecia. Sulla controfacciata era verosimilmente affrescata una dormizione di Maria, andata perduta. Lungo la navata centrale, al di sopra degli archi, è il ciclo di affreschi con tema scene della vita di Cristo: sul lato sinistro si trovano quelli meglio conservati, e sono l'Ultima Cena, il Bacio di Giuda, la Crocifissione, le Pie Donne al Sepolcro e la Discesa al Limbo, oltre ad un'altra scena, diventata illeggibile, ma che avrebbe potuto raffigurare la Resurrezione. Sul lato destro invece, fortemente rovinati, la Trasfigurazione, il Battesimo, la Presentazione al Tempio e la Natività. Al di sopra di entrambi i cicli erano raffigurati i profeti a mezzobusto: si conservano solamente quelli sul lato sinistro e sono, a partire dall'ingresso, il primo non identificato, poi Gioele, Abdia, Isaia, Mosè, Zaccaria, Giona, Ezechiele e Davide. Nello spazio di risulta tra gli archi sono stati dipinti i quattro evangelisti: sul lato destro Luca e Matteo, su quello sinistro Marco e Giovanni, questi ultimi due andati perduti. Partendo dal lato sinistro, nel primo sottoarco si riconoscono le figure di San Teodoro Tirone e San Luciano, nel secondo San Gioannicio e San Clemente di Ochrida e nel terzo, probabilmente, Sant'Antonio eremita e i resti di una testa; sul primo pilastro è affrescato San Niceta e sul secondo San Paolo. Sul lato destro invece, nel primo sottoarco resti di un'aureola e San Macario l'egiziano, nel secondo San Simeone lo Stilita il Vecchio e forse Sant'Onufrio e nel terzo Sant'Eumenio e resti della testa di un santo; sul primo pilastro, su tre lati, le pitture di San Giacomo l'Adelfoteo, Santo Stefano e San Nicola, sul secondo una Madonna con Bambino e resti di una testa, forse San Pietro. Nell'abside centrale è un affresco risalente al XVI secolo, ritraente Cristo tra due angeli (secondo alcuni studiosi il Cristo potrebbe essere san Mauro), il quale è andato a sostituire una deesis con san Mauro al posto di san Giovanni Battista; al di sotto erano presenti quattro santi Padri della Chiesa, di cui due identificati, ossia San Giovanni Crisostomo, andato perduto, e San Basilio, mentre nella parte superiore resti pittorici illeggibili. Nella nicchia dell'abside sinistra un diacono, forse Stefano o Euplossi, perduto, e in quella destra tracce di colore rosso e verde.
Della laura restano poche tracce: tre ingressi che immettono rispettivamente in tre grotte, solo una parzialmente accessibile e con resti di affreschi non identificabili.